# ナショナルベースボールクラブカップ
ナショナルベースボールクラブカップ（越名：Cúp các CLB bóng chày toàn quốc）とは、ベトナム国内で行われている野球リーグである。同国内における唯一の野球リーグであり、トップレベルの最上位リーグに位置付けられる。

## 概要
ベトナムでの野球の歴史は浅く、ベトナム野球連盟は2021年ごろに設立された。ラオスで野球の普及活動に携わる韓国の団体をはじめとして運営を開始し、日本の企業や団体も支援をおこなっている。
2022年より毎年国内リーグを実施している。
また、日本人チームや韓国人チームも参加しており、それぞれの野球連盟がリーグを持っていたことがある。

## 参加チーム（2023年シーズン）
| チーム名                           | 本拠地                   | 備考                         |
| ---------------------------------- | ------------------------ | ---------------------------- |
| フスト・レッドオウルズ             | ハノイ科学技術大学       |                              |
| ホーチミンシティ・サンダー         | ホーチミン市             |                              |
| ハノイ・29ヤーズ                   | ハノイ                   |                              |
| デビル・バッツ                     | ハノイ国家大学外国語大学 |                              |
| アリゲーター                       | 不明                     |                              |
| ダナン・レマース                   | ルクイドン高校野球部     |                              |
| ハノイ・アーチャーズ               | ハノイ                   | フィシャヌ野球クラブが改名。 |
| サイゴン・ストーム                 | サイゴン                 |                              |
| ハノイ・ファントムズ               | ハノイ                   |                              |
| ハノイ・アムステルダムフェニックス | ハノイ                   |                              |
| ホーチミンシティ・パイオニアーズ   | ホーチミン市             |                              |